# 中华人民共和国文物保护制度

中国文化遗产标志——四鸟绕日

中华人民共和国文物保护制度是中国为加强文物保护、制止文物破坏、对文物资源进行合理利用，而制定的一系列法律法规，及相应管理工作的统称。中国文物保护的核心法律为《中华人民共和国文物保护法》（简称文物保护法），全国文物保护工作的核心主管部门是是国家文物局，各级人民政府及文物行政部门负责各自行政区域内的文物保护工作。中国文物的基本原则为“保护为主、抢救第一、合理利用、加强管理”。中国文物保护领域的官方象征为采用金沙“四鸟绕日”金饰图案的中国文化遗产标志，官方主题日为每年六月第二个星期六的“文化遗产日”。目前，中国共有不可移动文物76.7万处、国有可移动文物1.08亿件/套，以及数量众多的民间文物，全国博物馆5000余家。

## 历史
中国古代就有文物保护的相关法律与记载。早在周代，《左传·文公一八年》记载周公规定“毁则为贼，掩贼为藏，窃贿为盗，盗器为奸，主藏之名，赖奸之用，为大凶德，有常无赦”，即盗用国家宝器（器）与其他重大罪行一样，不能赦免。《孔子家语》中也有禁止宝器流入民间交易的记载。汉朝开始将毁坏皇家宗庙、陵墓及宫殿的行为称为“大逆不道”，各朝代也有保护官府和民间文物的规定，虽然这些律令多出于维护皇室尊严和统治的需要，但也在客观上起到了对文物特别是宫殿、宗庙及陵墓的保护作用。

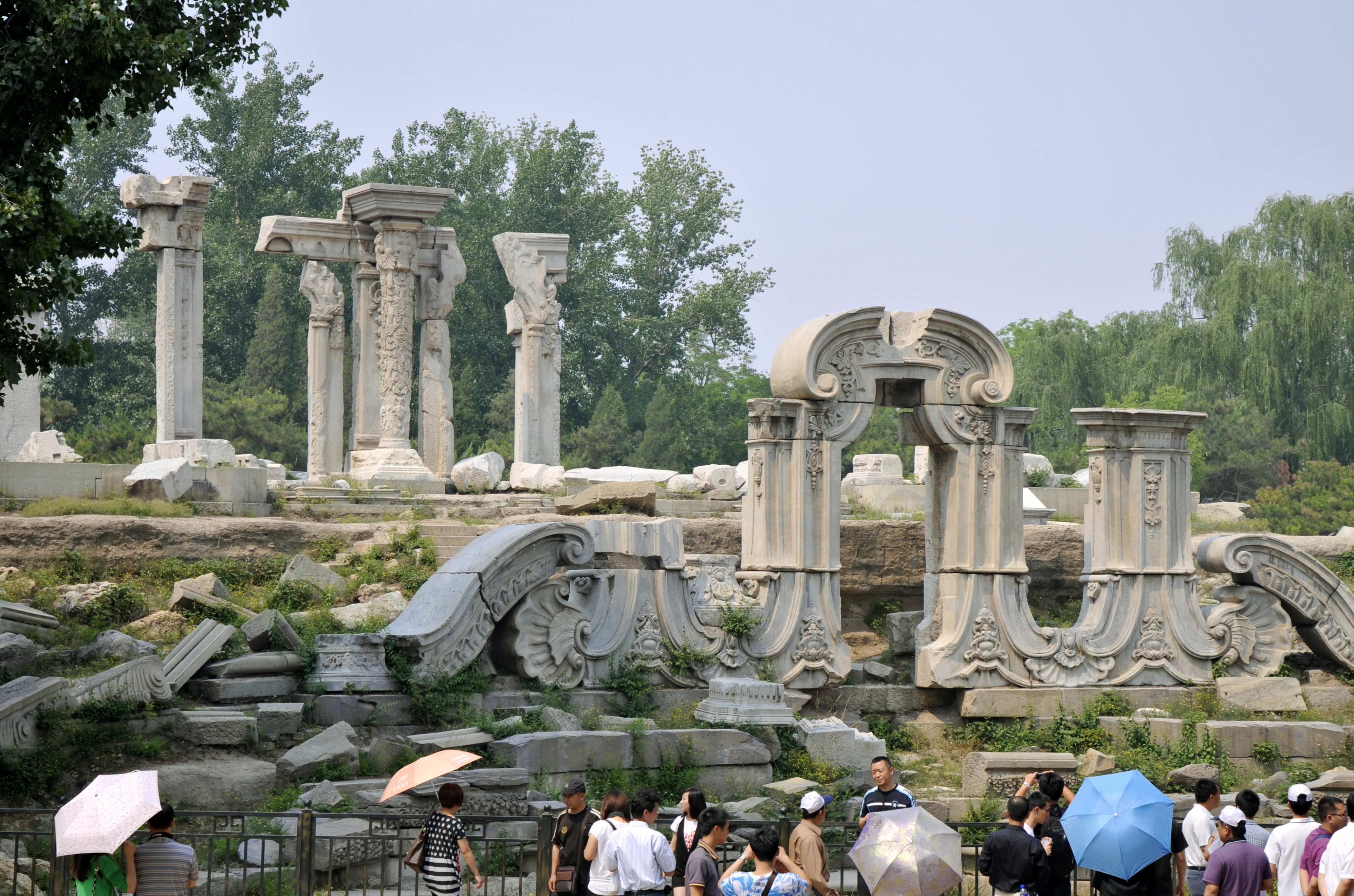
圆明园遗址

清朝晚期，因为列强入侵和战乱，政府的腐败无能以及民间文物保护意识的落后，很多珍贵文物被破坏或流失海外，比如圆明园，莫高窟，楼兰古城等。近些年，海外每次对流失文物的拍卖都会引发中国国内的关注和争议，著名案例如圆明园兽首。文物破坏和流失的情况一直持续到民国初期的军阀混战时期。1928年，中華民國國民政府完成中国形式上的统一，同年设立中央古物保管委员会，是中国第一个专门的政府文物管理机构。1930年，颁布了《古物保存法》，是中国第一部正式文物法规，后又陆续颁布实施细则和相关法规，使得文物流失状况有所遏制。然而，之后的抗日战争和国共内战，境内文物再次遭受战乱危害，其中故宫不少文物经多次迁移最终运往臺灣。
1949年，中华人民共和国建政后，设立了文化部文物局及地方文物管理委员会，主管文物保护和考古发掘等工作。于1961年，颁布了《文物保护管理暂行条例》，并公布第一批全国重点文物保护单位名单。但随着文化大革命爆发，中国的文物保护工作陷入停滞，在破四旧中，大量寺庙、遗址遭到红卫兵冲击，包括佛像、牌坊、石碑在内的文物受到破坏，如曲阜孔庙、黄帝陵、岳王庙、包公祠等。1967年5月，中共中央为此下发《关于无产阶级文化大革命中保护文物图书的几点意见》。文革结束后，中国的文物保护工作逐步恢复。1982年，颁布了《中华人民共和国文物保护法》，此后多次修改，并以文物保护法为核心，颁布了多部相关法规条例，公布了包括历史文化名城在内的多项保护名录。1985年，全国人大批准了《保护世界文化和自然遗产公约》，参与文物保护的国际合作。2005年，国家文物局公布了采用金沙“四鸟绕日”金饰图案的中国文化遗产标志，作为中国文物保护、研究、收藏等领域的官方象征。2006年起，中国以每年六月的第二个星期六为“文化遗产日”，增强全社会的文化遗产保护意识。

## 文物保护对象
根据文物保护法，在中华人民共和国境内，下列文物受国家保护：

（一）古文化遗址、古墓葬、古建筑、石窟寺和古石刻、古壁画；
（二）与重大历史事件、革命运动或者著名人物有关的以及具有重要纪念意义、教育意义或者史料价值的近代现代重要史迹、实物、代表性建筑；
（三）历史上各时代珍贵的艺术品、工艺美术品；
（四）历史上各时代重要的文献资料、手稿和图书资料等；
（五）反映历史上各时代、各民族社会制度、社会生产、社会生活的代表性实物。
……
具有科学价值的古脊椎动物化石和古人类化石同文物一样受国家保护。

## 法律法规与管理机构
1982年颁布的《中华人民共和国文物保护法》经过五次修正，目前为中国文物保护领域的核心法律。2003年，中国国务院根据文物保护法，制定颁布了《文物保护法实施条例》，之后陆续颁布了《水下文物保护管理条例》，《风景名胜区条例》等行政法规。文物保护法及相关的行政法规，以及各级立法机关制定的有关文物保护的地方性法规，国务院有关部门制定的部门规章，地方人民政府制定颁布的规章性文件等，一同构成了中国的文物保护法律体系。
根据《文物保护法》，国务院文物行政部门（即国家文物局）主管全国文物保护工作。地方各级人民政府负责本行政区域内的文物保护工作。中央和地方的文物考古研究所、博物馆、纪念馆、古建筑保护研究所等文物事业单位，负责本地区的文化遗产调查、发掘、研究、保护以及文物藏品的收藏、保管、研究和展示工作。此外，教育、科技、新闻出版、广播电视等部门，负责文物保护的宣传教育工作。

## 文物保护体系
中国将文物主要分为不可移动文物和可移动文物两大类。

### 不可移动文物

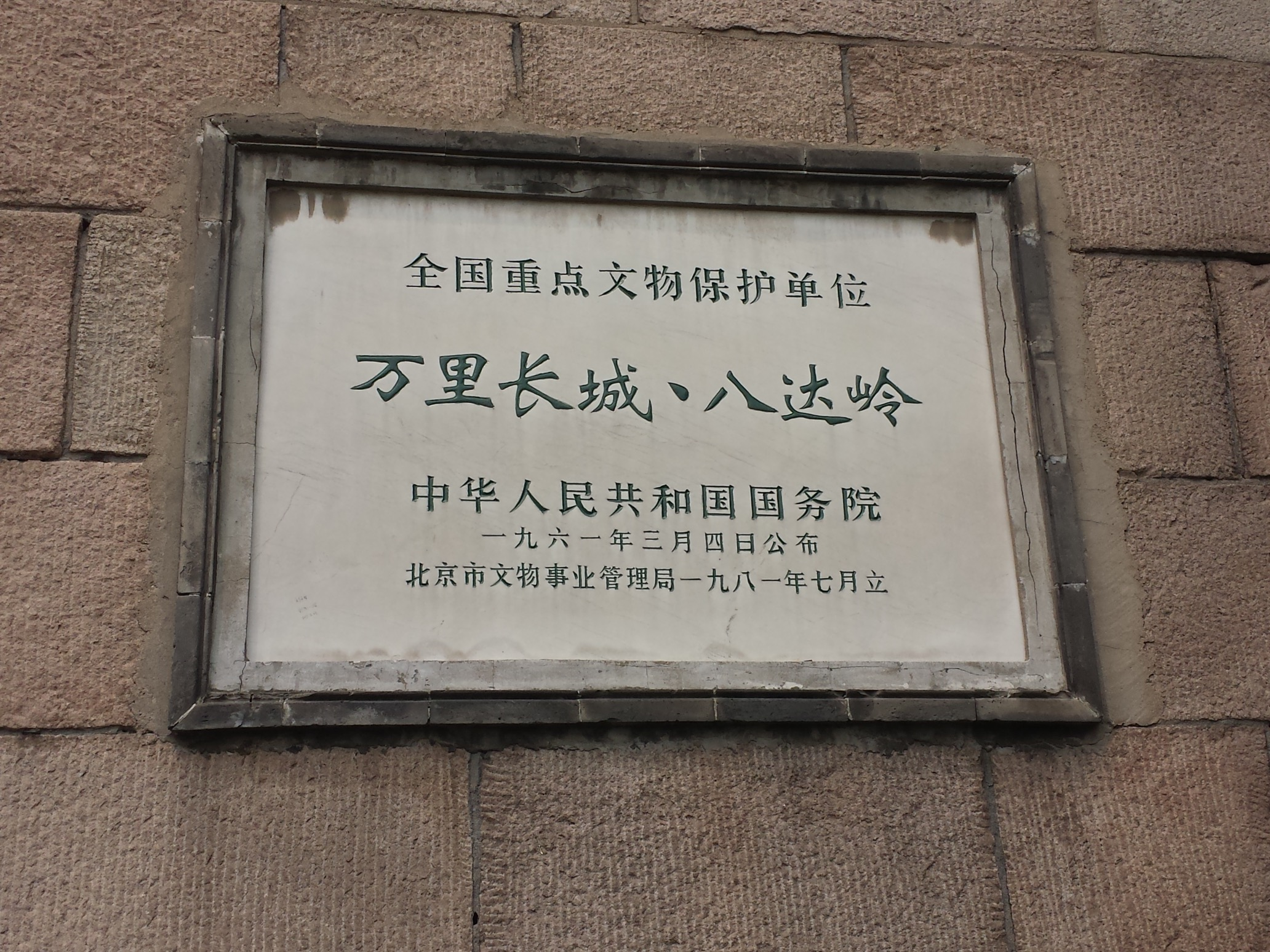
八达岭长城的全国重点保护文物单位标识

不可移动文物包括古文化遗址、古墓葬、古建筑、石窟寺、古石刻、古壁画、近代现代重要史迹和代表性建筑等，根据它们的历史、艺术、科学价值，可以分别确定为全国重点文物保护单位，省级文物保护单位，设区的市级、县级文物保护单位。古文化遗址、古墓葬、石窟寺属于国家所有。国家指定保护的纪念建筑物、古建筑、古石刻、古壁画、近代现代代表性建筑等不可移动文物，除国家另有规定的以外，属于国家所有。
- 全国重点文物保护单位由国家文物局选择确定，报国务院核定公布。截至2019年底，中国已公布了8批，共5,058处全国重点文物保护单位[12]。
- 省级文物保护单位由省、自治区、直辖市人民政府核定公布，并报国务院备案。截至2018年底，已公布18,799处省级文物保护单位[13]。参见省级文物保护单位分省索引。
- 设区的市级和县级文物保护单位分别由设区的市、自治州人民政府和县级人民政府核定公布，并报省、自治区、直辖市人民政府备案。截至2020年底，已公布23,409处市级文物保护单位、92,670处县级文物保护单位[13]。
- 未定级不可移动文物由县级人民政府文物行政部门登记，报本级人民政府和上一级人民政府文物行政部门备案，并向社会公布。第三次全国文物普查中共登记766,722处不可移动文物[14]。

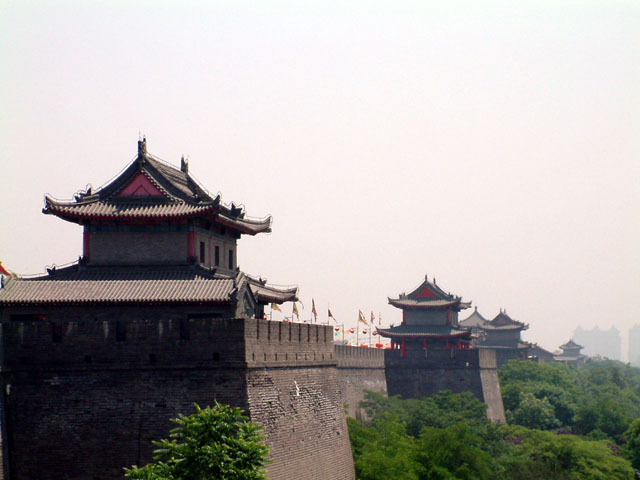
历史文化名城西安的城墙

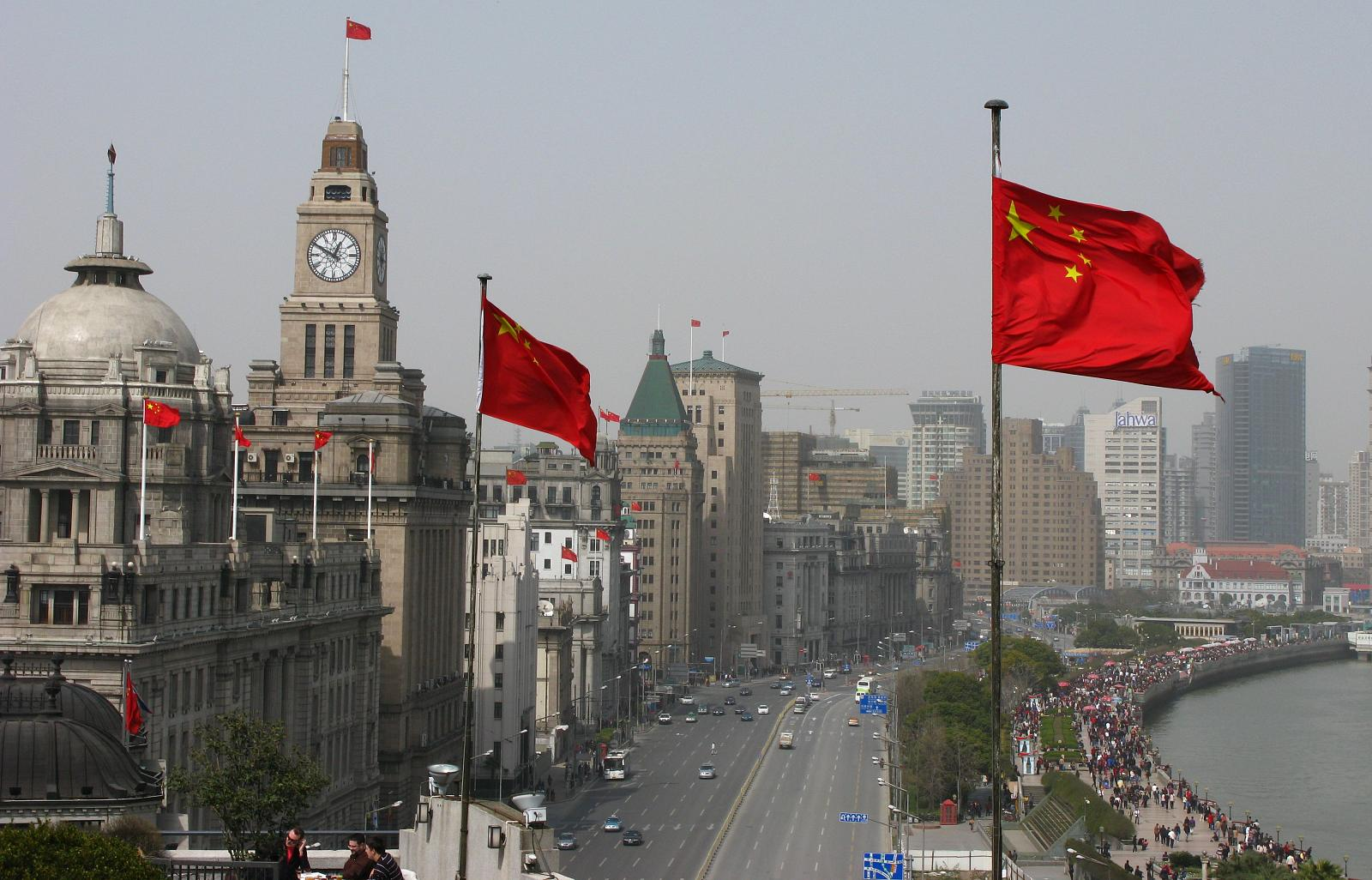
上海的历史文化街区外滩

另外，对于保存文物特别丰富并且具有重大历史价值或者革命纪念意义的城市、城镇、街道、村庄等，可以核定为历史文化名城、街区、村镇等，分为国家级和省级，前者由国务院建设行政主管部门会同国务院文物行政主管部门评选，报国务院核定公布，后者由省、自治区、直辖市人民政府城乡规划行政主管部门会同文物行政主管部门报本级人民政府核定公布，并报国务院备案。
- 国家历史文化名城：截至2018年，已公布了135个国家历史文化名城。
- 国家历史文化街区（名街）：截至2018年，已公布了30个国家历史文化街区和50个国家历史文化名街[註 4]。
- 国家历史文化名镇/名村：截至2018年，已公布七批共312个国家历史文化名镇和487个国家历史文化名村。

### 可移动文物

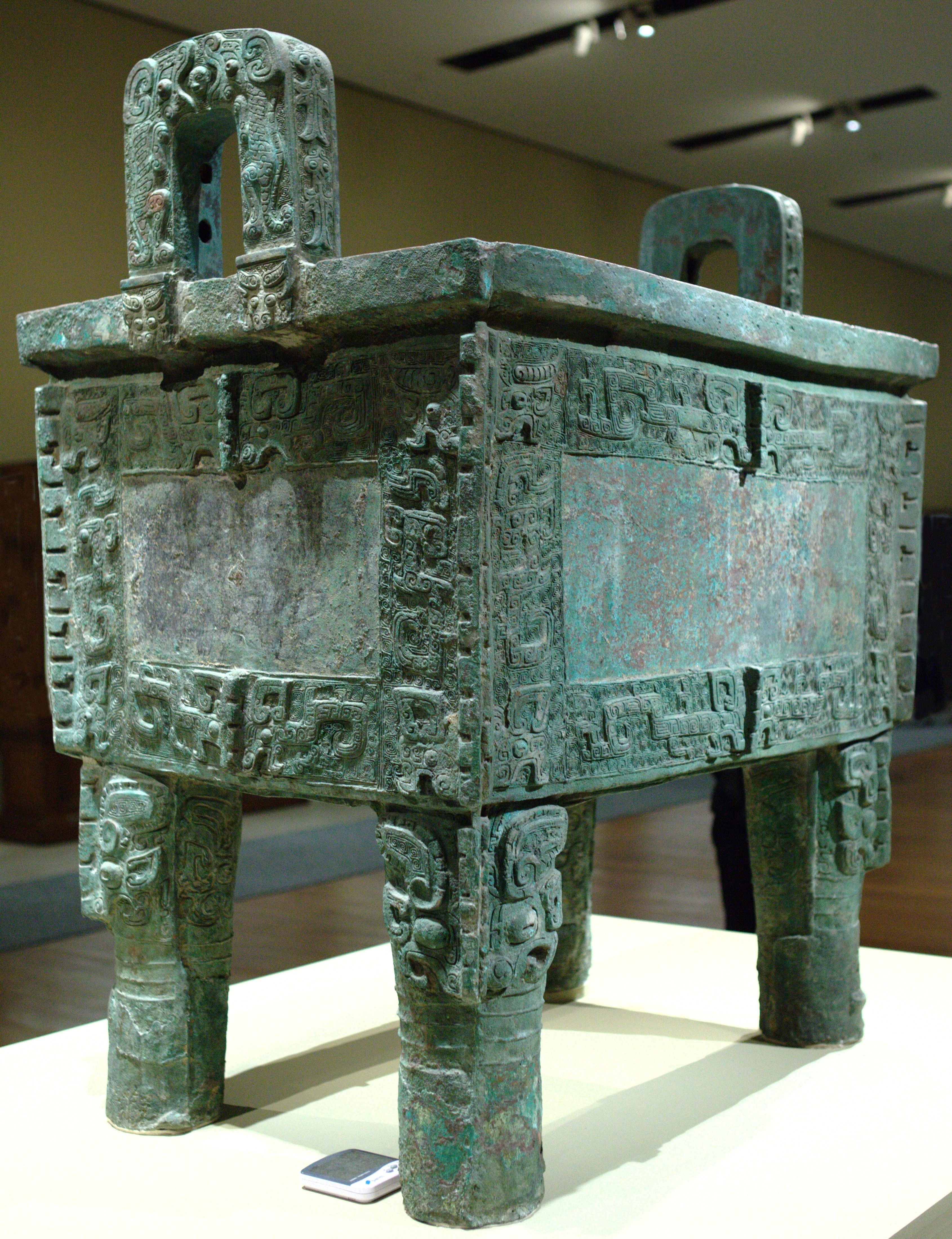
国家一级文物后母戊鼎

可移动文物包括历史上各时代重要实物、艺术品、工艺美术品、文献资料、手稿、图书资料、代表性实物等，分为珍贵文物和一般文物；珍贵文物分为一级文物、二级文物、三级文物。下列可移动文物，属于国家所有：
1. 中国境内地下、内水和领海以及中国管辖的其他海域内出土、出水的文物，国家另有规定的除外；
2. 国有文物收藏单位以及其他国家机关、部队和国有企业、事业单位等收藏、保管的文物；
3. 国家征集、购买或者依法没收的文物；
4. 公民、组织捐赠给国家的文物；
5. 法律规定属于国家所有的其他文物。

## 文物保护相关工作

### 文物出境进境
中国对于文物出境进境都进行了具体的规定和限制。文物出境，应当经国务院文物行政部门指定的文物进出境审核机构审核。经审核允许出境的文物，由国务院文物行政部门颁发文物出境许可证，从国务院文物行政部门指定的口岸出境。同时，对于孤品和易损品等文物，国家文物局发布了禁止出境展览文物类别和目录。

### 文物追回
因中国传统的厚葬习俗，历史上盗墓事件层出不穷，时至今日也无法完全遏制。同时，近代列强的入侵和战乱，也导致了文物的被盗与流失。针对文物被盗、丢失及流失的情况，近些年来，中国逐步建立了较为完善的文物追回制度，文物部门与公安部门合作建立了“中国被盗（丢失）文物数据发布平台”。国际上，截至2019年3月，中国已与美国、意大利、印度等21国签署关于防止盗窃、盗掘和非法进出境的文化财产双边协定，促成30余批次4000余件（套）流失文物回归。境外对于中国流失文物进行拍卖等交易行为也会引发中国政府和民间的关注，如2018年英国拍卖圆明园虎鎣事件。

## 问题与争议
中国的文物保护仍然面临着很多问题，也出现了诸多争议事件。个人、商家甚至政府部门或因经济利益或因建设需要，无视文物保护制度，对文物保护单位进行过度开发、破坏性开发甚至违规拆除的事件屡见不鲜，如泉州洛陽橋违建、岳阳老街被整体拆除、辽宁小河口长城“修复变自毁”、梁思成林徽因北京故居被“维修性拆除”等事件。历史文化名城、街区、村镇的过度商业开发也引发了文物破坏、环境污染等问题。
在文物保护和管理的过程中，文物部门被视为弱势部门，执法能力不足，处罚标准过低，对商家和地方政府的监督约束能力较差。文物部门与其他部门因利益冲突导致的矛盾也时有发生，如2019年初扬州考古工作人员被城管殴打事件。

## 备注
1. ↑  文物保护法第四条
2. ↑  《孔子家语·刑政第三十一》：“圭璋璧琮，不粥于市；宗庙之器，不粥于市”
3. ↑  文物保护法实施条例第四条
4. ↑  历史文化街区和名街名单有部分重合